# Aluminijev nitrid
Aluminijev nitrid je spojina aluminija in dušika s formulo AlN. Njegova vurcitna faza (v-AlN) je polprevodnik s širokim prepovedanim pasom, pri sobni temperaturi 6,01-6,05 eV, in možno uporabnostjo v daljnji ultravijolični optični elektroniki. 

## Zgodovina
Aluminijev nitrid so prvič sintetizirali leta 1877. Njegovo uporabnost v mikroelektroniki zaradi relativno visoke toplotne prevodnosti za električno izolacijsko keramiko so odkrili šele v 1980. letih. Toplotna prevodnost polikristaliničnega nitrida je 70–210 W•m−1•K−1, posameznih kristalov pa celo 285 W•m−1•K−1. 

## Kemijske lastnosti
Aluminijev nitrid je v inertni atmosferi stabilen tudi pri visokih temperaturah in se pri 2800 °C raztali. V vakuumu pri ~1800 °C razpade. Na zraku začne pri 700 °C na površini oksidirati. 5-10 nm debel površinski sloj oksidov lahko nastane že pri sobni temperaturi in ščiti snov pred nadaljnjo oksidacijo do temperature  1370 °C. Nad to temperaturo se začne splošna oksidacija. V atmosferi vodika ali ogljikovega dioksida je obstojen do 980 °C.
V anorganskih kislinah se počasi raztaplja, najprej na mejnih ploskev med zrni, v močnih alkalijah pa se raztapljajo zrna nitrida. V vodi počasi hidrolizira. Odporen je na taline večine soli, vključno s kloridi in kriolitom. 

## Proizvodnja
AlN se proizvaja z redukcijo aluminijevega oksida z ogljikom pri visoki temperaturi ali z neposrednim nitriranjem aluminija. Z dodatki za sintranje, kakršna sta Y2O3 ali CaO, in vročim stiskanjem nastane gost, tehnično uporaben material. 

## Uporaba
Aluminijev nitrid se uporablja predvsem v 
- optični elektroniki
- dielektričnih slojih v optičnih medijih za shranjevanje podatkov
- elektronskih substratih in nosilcih čipov, kjer je bistvena visoka toplotna prevodnost
- vojaških aplikacijah
- talilnih lončkih za rast kristalov galijevega arzenida
- proizvodnji jekla in polprevodnikov